# Sematophyllum homomallum
Sematophyllum homomallum är en bladmossart som beskrevs av Brotherus 1925. Sematophyllum homomallum ingår i släktet Sematophyllum och familjen Sematophyllaceae. Inga underarter finns listade i Catalogue of Life.